# Chernobyl: Under Fire
Pour les articles homonymes, voir Tchernobyl (homonymie) et Under Fire.
Ne doit pas être confondu avec Chernobyl (mini-série).
Pour plus de détails, voir Fiche technique et Distribution.
Chernobyl: Under Fire (Чернобыль) est un film catastrophe russe réalisé par Danila Kozlovski. Il revient sur la catastrophe nucléaire de Tchernobyl d'avril 1986. Cette catastrophe avait été déjà traitée par Mikhaïl Belikov en 1990 avec la coproduction américano-soviétique La Désintégration.

## Synopsis
Près de la ville de Pripiat, une explosion retentit. Un incendie est en cours à la centrale nucléaire de Tchernobyl. Sur place, les secours découvrent que l'incendie a touché l'un des réacteurs. D'épaisses fumées radioactives sont libérées. Les autorités décident alors d'envoyer un groupe d’intervention. Ils devront se rendre dans le brasier pour tenter de limiter la catastrophe. Alexeï et son équipe de pompiers se portent volontaires pour cette mission à l'issue incertaine.

## Fiche technique
Sauf indication contraire, les informations mentionnées dans cette section peuvent être confirmées par la base de données cinématographiques IMDb,  présente dans la section « Liens externes ».
- Titre français : Chernobyl: Under Fire[3]
- Titre québécois : Chernobyl 1986[4]
- Titre original : Чернобыль
- Titre anglophone : Chernobyl: Abyss
- Titre anglophone alternatif : Chernobyl 1986
- Réalisateur : Danila Kozlovski
- Scénario : Elena Ivanova, Alexeï Kazakov
- Photographie : Xenia Sereda (ru)
- Musique : Oleg Karpatchev
- Montage : Maria Likhatcheva
- Société de production : Central Partnership, Gpm Kit, Productions Non-Stop
- Pays d'origine :  Russie
- Langue originale : russe
- Format : Couleurs
- Durée : 136 minutes
- Genre : catastrophe, drame, historique, action
- Dates de sortie :
  - Russie : 15 avril 2021
  - France : 30 juin 2021 (vidéo à la demande)

## Distribution
- Danila Kozlovski : Alexeï Karpouchine, un pompier sauveteur
- Oksana Akinchina : Olga, la femme d'Alexeï
- Philipe Avdeev (ru) : Valera, l'ingénieur
- Ravchana Kourkova : Dina, la radiologue
- Nikolaï Kozak (ru) : Boris, le militaire plongeur
- Igor Tchenevitch (ru) : Tropine
- Maxime Bilinov (ru) : Nikita

## Production
Le tournage a lieu à Budapest, Moscou et à Kourtchatov.

## Sortie
Initialement prévue le 15 octobre 2020, la première dans les cinémas russes a été repoussée au 15 avril 2021 du fait de la pandémie de Covid-19 en Russie.